# Potentilla erecta
Espèce
Classification phylogénétique
La Potentille dressée, Potentille tormentille ou Tormentille (Potentilla erecta), est une espèce de plantes à fleurs de la famille des Rosacées.
Ses racines étaient un des constituants du diascordium appartenant à la pharmacopée maritime occidentale au XVIIIe siècle . Elle est parfois appelée l’herbe au Diable ou l’herbe de sainte Catherine.

## Description

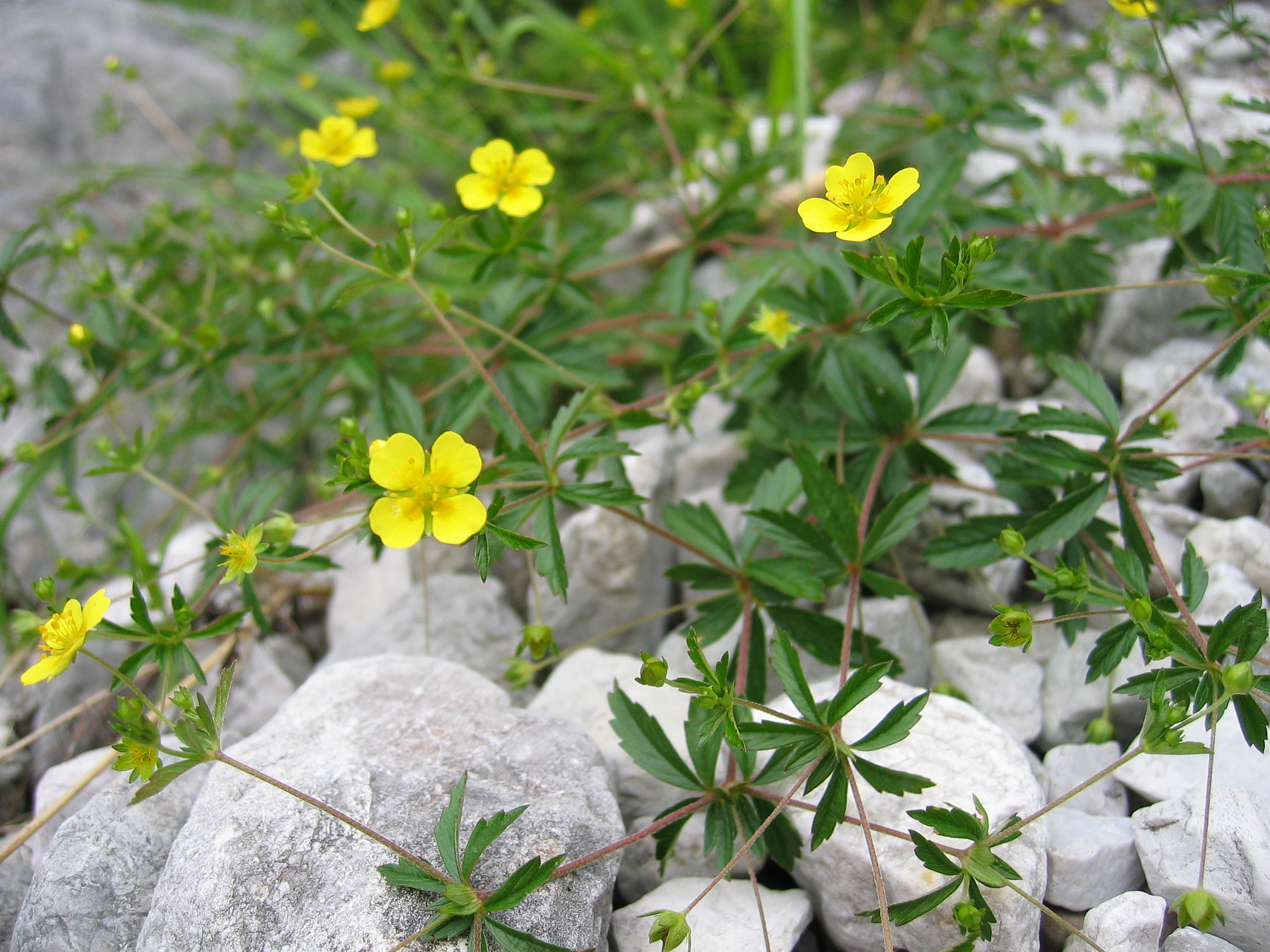
Potentilla erecta.

C'est une plante herbacée vivace haute de 5 à 30 cm. C'est une plante rampante, dont les tiges ne s'enracinent pas. Ses feuilles composées palmées possèdent 3 folioles. Les feuilles basilaires à long pétiole, se fanent avant la floraison tandis que les caulinaires sessiles possèdent aussi 3 folioles et 2 stipules ressemblant à des folioles. Ses fleurs à 4 pétales mesurent de 7 à 15 mm de diamètre.
Elle pousse en général en terrain acide.

### Caractéristiques
Organes reproducteurs
- Couleur dominante des fleurs : jaune
- Période de floraison : juillet-octobre
- Inflorescence : cyme unipare hélicoïde
- Sexualité : hermaphrodite
- Ordre de maturation :
- Pollinisation : entomogame

Graine
- Fruit : akène
- Dissémination : barochore

Données d'après : Julve, Ph., 1998 ff. - Baseflor. Index botanique, écologique et chorologique de la flore de France. Version : 23 avril 2004.

### Thérapeutique
Contenant davantage de tanins que l’écorce de chêne, la tormentille est fortement astringente. En usage interne, elle est utilisée contre les inflammations du pharynx, contre la diarrhée, la dysenterie, le syndrome de l’intestin irritable, les saignements de l’anus, et l’incontinence urinaire. En gargarismes, elle sert contre les maux de gorge. En bains de bouche, elle est employée contre les aphtes et l’inflammation des gencives. En usage externe, ses applications calment les hémorroïdes, et, de façon générale, les saignements et les brûlures,,.

## Hybridation
La potentille tormentille forme communément des hybrides toujours stériles avec Potentilla reptans ou Potentilla anglica. Ils sont difficiles à identifier. Pour distinguer ces hybrides de leurs parents, vérifier si ces derniers forment des carpelles renflés (fertiles).

## Tradition populaire
En Catalogne, le rhizome de la potentille tormentille était traditionnellement réduit en poudre et mélangé avec de l'eau pour être utilisé comme philtre d'amour.